# Platymya trisetosa
Platymya trisetosa är en tvåvingeart som först beskrevs av Daniel William Coquillett 1902.  Platymya trisetosa ingår i släktet Platymya och familjen parasitflugor. Inga underarter finns listade i Catalogue of Life.